# I soliti sospetti
I soliti sospetti (The Usual Suspects) è un film del 1995 diretto da Bryan Singer.
Vincitore di due Premi Oscar nel 1996  per la migliore sceneggiatura originale e il miglior attore non protagonista andato a Kevin Spacey, è considerato uno dei migliori thriller di tutti i tempi, in virtù dell'intreccio della trama e dell'imprevedibilità degli eventi. È stato presentato fuori concorso al 48º Festival di Cannes.

## Trama
In seguito all'esplosione di una nave sospettata di trasportare droga nel porto di San Pedro a Los Angeles, il piccolo truffatore invalido Roger "Verbal" Kint, implicato nella vicenda ma già prosciolto dal procuratore, viene costretto a subire un ultimo interrogatorio dall'agente di polizia doganale David Kujan. La storia viene presentata come la ricostruzione della deposizione di "Verbal" Kint, e si alterna con scene della deposizione stessa, oltre a dialoghi tra i poliziotti, gli agenti dell'FBI e della polizia doganale che stanno seguendo il caso e interrogando l'unico sopravvissuto ungherese della strage sulla nave.
New York, un camion di fucili viene rubato e un gruppo di pregiudicati viene fermato per un confronto all'americana: si tratta dell'ex poliziotto corrotto Dean Keaton, di "Verbal" Kint, dello scassinatore Todd Hockney e dei ricettatori McManus e Fenster.
I cinque, che si conoscono solo superficialmente o di nome e non hanno mai lavorato assieme, decidono di eseguire un colpo, proposto da McManus, in grado di mettere nei guai il dipartimento di polizia di New York, e far loro ottenere vendetta per il trattamento ricevuto: dopo essere stati liberati per insufficienza di prove, il gruppo rapina due poliziotti corrotti che scortano illegalmente un trafficante di pietre preziose. Il colpo riesce e la banda si dirige in California per rivendere gli smeraldi del bottino a un ricettatore conosciuto da McManus. Durante la consegna il ricettatore propone loro un altro colpo, ai danni di un commerciante di gioielli; il gruppo accetta, ma durante il colpo sono costretti ad uccidere il bersaglio e scoprono che costui aveva con sé non gioielli ma cocaina. Il ricettatore che aveva proposto il colpo si difende sostenendo che gli era stato suggerito da un misterioso personaggio, un avvocato di nome Kobayashi.
Costui dichiara di lavorare per Keyser Söze, un misterioso boss criminale che nessuno ha mai visto o conosciuto e sul quale aleggiano diverse leggende: a suo dire tutti e cinque i delinquenti in passato gli hanno, in qualche modo, "pestato i piedi", e l'unico motivo per cui sono ancora vivi è che lo hanno fatto inconsapevolmente. Ora Söze pretende che essi compiano un colpo su commissione quale risarcimento dei danni ricevuti.
Dopo un primo rifiuto, al quale segue l'uccisione di Fenster da parte dei sicari di Söze, e non prima di aver toccato con mano la capacità di questo boss di mettere in pratica le proprie minacce, i quattro rimasti decidono di collaborare. Il piano consiste nell'assaltare una nave nel porto di Los Angeles che, a detta dell'emissario di Söze, è carica di droga di proprietà dell'organizzazione concorrente a quella del misterioso boss. Fin dalla sua progettazione il piano si rivela come estremamente rischioso, tanto che Dean Keaton, di nascosto dagli altri, invita "Verbal" Kint a non parteciparvi, riuscendo in questo modo a salvargli la vita. Durante la concitata operazione, si scopre che il vero bersaglio non era la droga, che infatti non è presente, ma un uomo: l'unico testimone in grado di identificare Keyser Söze.
Kujan arriva alla conclusione che, se Keyser Söze esistesse veramente, debba essere per forza Keaton: l'unico in grado di creare un confronto con i contatti che si era creato lavorando con la polizia, l'unico che con il suo carisma riusciva a tenere a bada gente come Fenster e McManus e l'unico in contatto con l'avvocatessa Edie Finneran; avendo scoperto ciò che gli interessava Kujan dà il permesso a Verbal di lasciare il commissariato.
Successivamente però Kujan si rende conto di essere stato manipolato: Kint aveva improvvisato i suoi racconti usando come spunto le scritte sui foglietti della bacheca al commissariato e, vedendo l'accanimento che il commissario aveva nei confronti di Keaton, aveva fatto in modo di far convergere gli avvenimenti a sfavore di quest'ultimo. Nel frattempo l'FBI è riuscita, interrogando l'unico sopravvissuto oramai moribondo della banda di ungheresi attaccata sulla nave, ad ottenere un identikit di Keyser Söze, praticamente identico a "Verbal" Kint. Kujan cerca di inseguire Kint, ma quando tenta di catturarlo ormai è troppo tardi: Keyser Söze è già sparito, insieme all'avvocato "Kobayashi" (nome falso, inventato sul momento come tutto il resto, dopo che Söze lo aveva intravisto sotto la tazza da cui Kujan stava bevendo) suo complice, esattamente come nelle leggende che lo vedono protagonista.

## Produzione
Il film è stato girato prevalentemente in California tra il 13 giugno e il 18 luglio 1994. Il budget è stato di circa 6 milioni di dollari con incassi negli Usa di più di 23 milioni, per cui, anche senza tener conto degli incassi nel resto del mondo, si configura come uno dei maggiori successi commerciali del 1995.

## Distribuzione
Il film ha esordito negli Usa il 25 gennaio 1995 al Sundance Film Festival e nei cinema il 16 agosto. In Italia è uscito il 30 novembre 1995.

## Accoglienza

### Critica
Il grande successo di critica e di pubblico permise alla pellicola di consolidarsi, col passare degli anni, come un vero e proprio film di culto. Il sito Rotten Tomatoes riporta che l'89% delle 75 recensioni professionali ha dato un giudizio positivo sul film, con una media di voto di 7.9/10, mentre su Metacritic il film detiene un punteggio del 77 su 100, basato sul parere di 22 critici. Tuttavia l'influente critico statunitense Roger Ebert gli diede una stella e mezzo e lo inserì nell'elenco dei film da lui più odiati.

## Riconoscimenti
- 1996 – Premio Oscar
  - Miglior attore non protagonista a Kevin Spacey
  - Migliore sceneggiatura originale a Christopher McQuarrie
- 1996 – Golden Globe
  - Candidatura al miglior attore non protagonista a Kevin Spacey
- 1996 – BAFTA
  - Migliore sceneggiatura originale a Christopher McQuarrie
  - Miglior montaggio a John Ottman
  - Candidatura al miglior film a Bryan Singer e Michael McDonnell
- 1996 – Premio César
  - Candidatura al miglior film straniero a Bryan Singer
- 1995 – National Board of Review Award
  - Miglior cast
  - Miglior attore non protagonista a Kevin Spacey
- 1995 – New York Film Critics Circle Awards
  - Miglior attore non protagonista a Kevin Spacey
- 1996 – Screen Actors Guild Award
  - Candidatura al miglior attore non protagonista a Kevin Spacey